# Трудовий конгрес України (партія)
Трудовий конгрес України (ТКУ) — політична партія, що існувала в Україні у 1993—1996 роках.

## Історія
Партія створена у 1993 за ініціативою українського політика Анатолія Матвієнка. У вересні 1993 ТКУ була зареєстрована Міністерством юстиції України. Партію засновано за підтримки громадських об'єднань: Центр «Справедливість», Союз підприємців, Спілку співробітництва та ін. На парламентських виборах 1994 року члени ТКУ не отримали жодного мандата.
ТКУ налічував близько 5200 членів у 17 обласних осередках. Первинні організації (за місцем проживання) об'єднуються в районні та міські, а вони, у свою чергу, в обласні та кримську республіканську організацію. Вищим партійним органом був з'їзд, який скликався не рідше одного разу на два роки. З'їзд обирав Раду ТКУ та Контрольну комісію. Рада ТКУ організовувала всю роботу у період між з'їздами. Рада ТКУ обирала політвиконком та координаторів. Головою Політвиконкому було обрано Анатолія Матвієнка (на час обрання — член Президії Верховної Ради України, голова Комісії у справах молоді). З часу свого заснування ТКУ зайняв конструктивну центристську позицію у політичному спектрі України, заявивши про себе як про «партію власників, здатною стати політичною базою українських реформ».
ТКУ вдалося об'єднати навколо себе багатьох відомих політиків, урядовців, бізнесменів. Партія виступала за побудову демократичного, справедливого, солідарного суспільства, в основу розвитку якого покладено загальнолюдські цінності. На відміну від консервативної моделі ринку, до якої схиляється значна частина партій України, ТКУ відстоював принцип соціально-регульованих ринкових відносин через поєднання ефективної ринкової економіки з активною соціальною політикою держави. У галузі міжнаціональних взаємин ТКУ виступив за повагу до прав та інтересів представників усіх національностей і національно-етнічних груп. У зовнішній політиці ТКУ не підтримував прийняття Україною статусу постійно нейтральної держави. Здекларувавши свою прихильність до соціально-ліберальної ідеології, ТКУ зблокувався з Партією демократичного виродження України в рамках об'єднання «Нова Україна», сформувавши політичне ядро останньої.
24 лютого 1996 року ТКУ та ПДВУ на об'єднавчому з'їзді центристських сил проголосили про розпуск своїх партій і створення на їх основі Народно-демократичної партії (НДП).